# Орден Новой Зеландии
О́рден Но́вой Зела́ндии — высший орден Новой Зеландии.

## История
Орден был учреждён 6 февраля 1987 года.
Вручается за высшие военные и гражданские заслуги перед новозеландским монархом и народом Новой Зеландии. 
Статут учрежден по образу британского ордена Заслуг. 
Сувереном ордена является король Великобритании. 
Дизайн ордена разработал Филип О’Ши.

## Степени
Орден имеет одну степень.
Орден имеет постоянных членов, число которых ограничено 20 живущими, дополнительных и почётных членов.
Кавалеры ордена могут использовать после своего имени инициалы O.N.Z.

## Описание
Знак ордена представляет собой золотой овальный медальон с широкой каймой, покрытой спиралеобразным орнаментом белой эмали, области между спиралями покрыты эмалью красного и синего цвета. В центральном медальоне вписанный в овал гербовой щит Новой Зеландии в цветных эмалях.
Знак при помощи кольца крепится к орденской ленте.
Лента тёмно-красного цвета с белыми полосками, отстающими от края.